# NGC 2296
NGC 2296 is een reflectienevel in het sterrenbeeld Grote Hond. Het hemelobject werd op 11 maart 1887 ontdekt door de Amerikaanse astronoom Lewis A. Swift. NGC 2296 bevindt zich driekwart graad ten oostzuidoosten van Sirius.

## Synoniemen
- IC 452
- MCG -3-18-3
- IRAS 06464-1650
- CGMW 1-397
- PGC 19643